# Kőrösmezei Gusztáv
Kőrösmezei Gusztáv, 1881-ig Szukup, névváltozata: Kőrösmezey (Szatmárnémeti, 1846. december 18. – Leányfalu, 1940. július 18.) színész.

## Élete
Szukup Izidor és Gaál Julianna gyermekeként, francia eredetű családban született. 1863-ban szülővárosában lépett föl először.
1868-ban végezte el a Színiakadémiát. Hat év vidéki gyakorlat után, 1874-ben a Nemzeti Színház tagja lett, ahol 1909-ig működött és főleg szalondarabok szerelmes epizódszerepeit játszotta.
Főbb állomásai: 1868–1870 között Arad, 1870–1872 között Szabadka, 1871 nyarán Follinus János, majd Miklósy Gyula társulata, 1872-ben Pécs, 1873-ban Budai Színkör, majd Kolozsvár voltak.
Legemlékezetesebb alakításainak egyike volt Kadisa szerepe Jókai Mór Az arany ember című művében.
Utolsó évtizedeit leányfalui birtokán töltötte. 1940. július 19-én a település temetőjében helyezték végső nyugalomra.

## Magánélete
Első felesége Petrovits Ilona (1860–1884) volt, akit 1881-ben Szatmárnémetiben vett nőül. 1884-ben megözvegyült. Második házastársa a csolnoki születésű Kádár Mária Teréz volt.
Gyermekei
első feleségétől
- Kőrösmezei Margit Emília Olga (1881–1968). Férje Törökfalvi (Szunerics) Géza Gyula banktisztviselő volt.
- Kőrösmezei Gusztáv Bertalan (1883. március 5. – ?)

második feleségétől 
- Kőrösmezei Katalin Mária Emília Auguszta (1895–?) festőművésznő. Férje dr. Mihályfy István András orvos volt, akitől elvált.
- Kőrösmezei Mária Olga (–1904)

## Főbb szerepei
- Rózsaberki (Csiky Gergely: Mukányi)
- Berreh (Vörösmarty Mihály: Csongor és Tünde)
- Willis (Poole: Pry Pál)
- Kadisa (Jókai Mór: Az aranyember)
- Tybalt, Benvolio (Shakespeare: Rómeó és Júlia)
- Kassner (Hauptmann: Crampton mester).